# تقنية زنك للطباعة

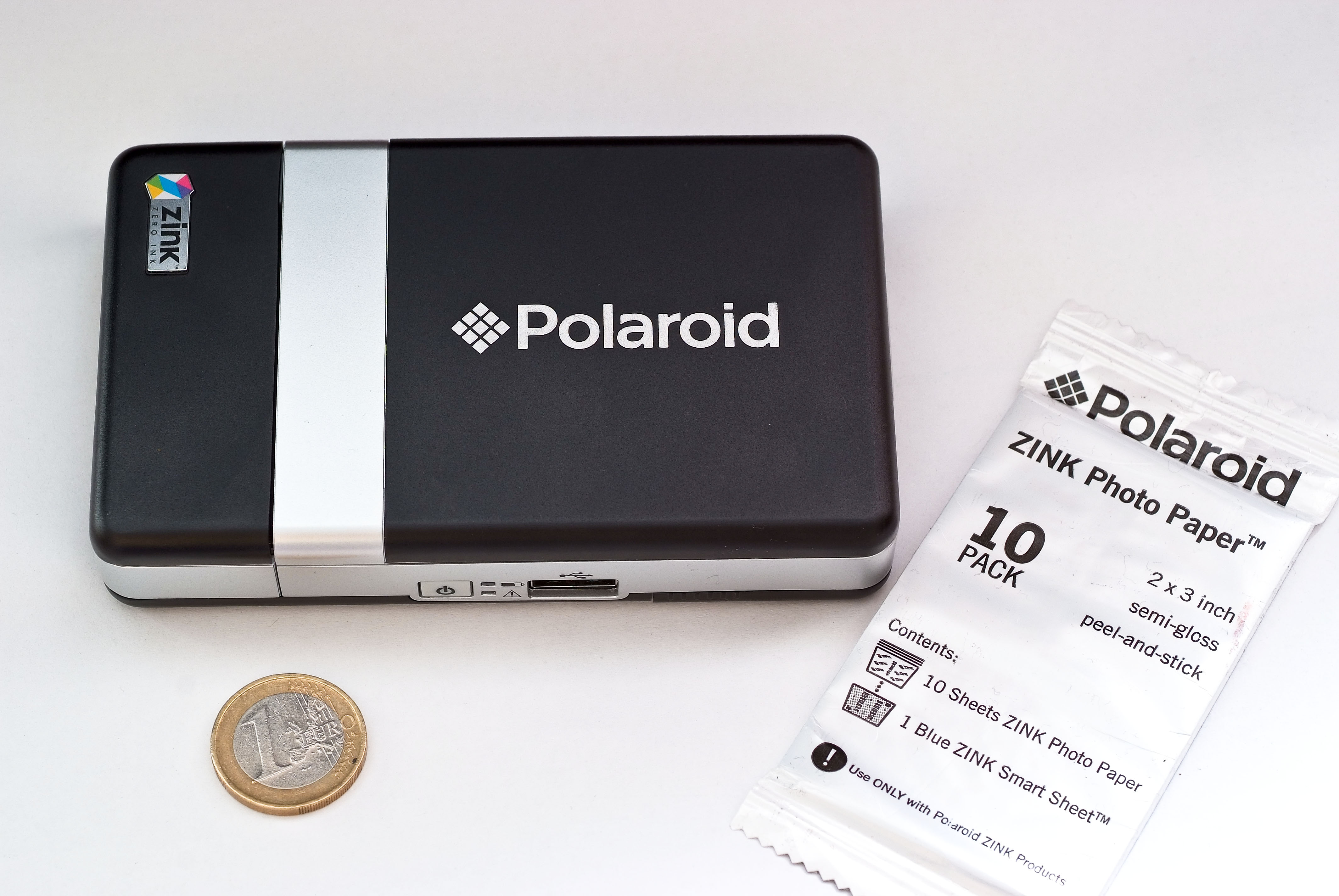
طابعة زنك من بولارويد.

تقنِيَّة طِباعة الزِّنك  (بالإِنجِلِيزِيّة: ZINK Printer Technology) هِي تقنِيَّة تستخدِم فِيها الطّابِعة الحرَّارة لِلتَّحكُّمِ فِي إِظهار الأَلوان على وَرَق الزِّنك الّذِي يحتوى فِي داخِلة على الأَصباغ دُون الحاجة لِحبر الطّابِعة التَّقلِيدِيَّ.
بدأت تقنية زنك كمشروع داخل شركة بولارويد في التسعينيات، والتي انفصلت لاحقاً لتصبح شركة زينك القابضة المحدودة مستقلة تماماً في عام 2005.

## انظُر أيضاً
- طابعة.
- طابعة الليزر.
- طباعة ثلاثية الأبعاد.

## مَراجع
1. ↑  Patsuris, Penelope. "Business News - Latest Headlines on CNN Business | CNN Business". CNN (بالإنجليزية). Archived from the original on 2024-12-16. Retrieved 2024-08-18.
2. 1 2  "Zink: Inkless Printing With Colorless Color - IEEE Spectrum". spectrum.ieee.org (بالإنجليزية). Archived from the original on 2024-08-18. Retrieved 2024-08-18.
3. ↑  "How Ink-free Mobile Photo Printers Work". HowStuffWorks (بالإنجليزية الأمريكية). 24 Jun 2008. Archived from the original on 2024-09-10. Retrieved 2024-08-18.